# Mogiła zbiorowa w Pniewie
Mogiła zbiorowa w Pniewie – cmentarz (mogiła zbiorowa) w lesie, w pobliżu wsi Pniewo, przy drodze leśnej z Pniewa do Podgórza.
Pochowano tu ok. 400 osób, w tym także osoby pochodzenia żydowskiego. Znajduje się tu tablica informacyjna o treści: „W tym lesie w mogile zbiorowej spoczywa około 400 osób narodowości polskiej i żydowskiej, żołnierzy Polskiego Państwa Podziemnego oraz więźniów z więzienia w Łomży rozstrzelanych przez niemieckiego okupanta w maju 1942 r., 18 września i 17 grudnia 1943 r.”
W tym miejscu odbyły się co najmniej dwie zbiorowe egzekucje. Pierwsza w 1942 – zamordowano ok. 400 osób i druga w 1943 – zginęło 12 osób. Obecnie spoczywają tu ofiary pierwszej egzekucji. Ofiary z 18 września 1943 po wyzwoleniu zostały ekshumowane i przeniesione na cmentarz w Łomży. 
W 1943 zostali zamordowani:
1. Witold Giejsztowt, lat 54 – inżynier
2. StanisławGorzoch, lat 23 – handlowiec. Pracował w tartaku i tam został aresztowany.
3. Tadeusz Jensz, lat 30
4. Janina Jenszówna, lat 28
5. Zofia Jenszówna, lat 34, nauczycielka
6. Jadwiga Lichtańska, lat 43
7. Eulalia Lichtańska, lat 17 – córka Jadwigi
8. Stanisław Nowakowski, lat 27 – elektryk z Łomży
9. Helena Nowakowska, lat 21
10. Stanisław Popiel, lat 56 – inżynier
11. Maria Popiel, lat 58
12. Alfreda Sadowska, lat 38 – nauczycielka